# Molophilus spetai
Molophilus spetai är en tvåvingeart som beskrevs av Günther Theischinger 1994. Molophilus spetai ingår i släktet Molophilus och familjen småharkrankar. Inga underarter finns listade i Catalogue of Life.